# Neolophonotus cymbius
Neolophonotus cymbius är en tvåvingeart som beskrevs av Jason Gilbert Hayden Londt 1988. Neolophonotus cymbius ingår i släktet Neolophonotus och familjen rovflugor. Inga underarter finns listade i Catalogue of Life.